# František Xaver z Harrachu
Hrabě František Xaver z Harrachu (německy Franz Xaver von Harrach, 2. října 1732 Kaub v Porýní – 15. února 1781, Milán) byl c.k. polní podmaršálek, majitel pěšího pluku č. 7 a velící generál v Lombardii.

## Život
Narodil se jako syn zemského maršála Bedřicha Augusta z Harrachu (1696–1749) a jeho manželky, princezny Marie Eleonory Karolíny z Lichtenštejna (1703–1757).
V mladém věku vstoupil do císařských služeb a již v roce 1752 se stal granátnickým kapitánem u pěšího pluku č. 59 (Daun). Na začátku sedmileté války byl jmenován do hodnosti podplukovníka a bojoval u Kolína, Bartošova a Vratislavi. V bitvě u Leuthenu byl zajat Prusy, ale v roce 1758 byl ze zajetí vyměněn. V roce 1759 vstoupil v hodnosti plukovníka do pěšího pluku č. 26.
Dne 3. listopadu 1760 bojoval v bitvě u Torgavy. V průběhu bitvy si všiml postupujících pruských jednotek od lesa a obsadil nedaleký kopec. Přijal rozkaz od svého brigádního generála hraběte Pellegriniho k zastavení útočníků. Při protiútoku nepřítele jeho kůň padl a Harrach byl raněn do nohy. Vítězný pluk se vrátil se ztrátou 900 mrtvých a zraněných mužů. Za svou odvahu Harrach dne 22. prosince 1761 obdržel rytířský kříž vojenského Řádu Marie Terezie.
Po válce byl 19. ledna 1771 povýšen na generálmajora a 1. května 1773 na polního podmaršálka. V roce 1774 se také stal majitelem pěší pluk č. 7.
Byl jmenován velící generálem na Moravě a nakonec v Lombardii. Zde také v Miláně 15. února roku 1781 zemřel.

## Rodina
Dne 4. ledna 1761 se František Xaver z Harrachu oženil s hraběnkou Marií Rebekou z Hohenemsu (16. dubna 1742 - 19. dubna 1806), dědičkou hraběte Františka Viléma Maxmiliána z Hohenemsu († 1759). Manželé měli jedinou dceru:
- Marie Valpurga (22. října 1762 – 25. května 1828) provdanou za francouzského podplukovníka Klemense Waldbursko-Hohenemského († 10. března 1817),